# Maralik
Maralik (armeniska: Մարալիկ) är en ort i Armenien. Enligt beslut av Armeniska SSR:s centralkommitté döptes orten Molla-Gjuktja, den 28 oktober 1927, om till Kaputan. Den 26 juli 1935 döptes Kaputan om till Maralik. Den ligger i provinsen Sjirak, i den västra delen av landet, 70 kilometer nordväst om huvudstaden Jerevan. Maralik ligger 1 713 meter över havet och antalet invånare är 4 959.
Terrängen runt Maralik är kuperad åt sydväst, men åt nordost är den platt. Maralik är det största samhället i trakten.
Trakten runt Maralik består i huvudsak av gräsmarker. Runt Maralik är det ganska tätbefolkat, med 129 invånare per kvadratkilometer.